# Tercera División de España 2014-15
La Tercera División de España 2014-15 es el cuarto nivel del fútbol español. Comenzó en agosto de 2014 y finalizó en junio de 2015 con los play-offs de la promoción de ascenso a Segunda B.

## Promoción de ascenso a Segunda División B

### Equipos clasificados
Los siguientes equipos se han clasificado para la promoción de ascenso a Segunda División B:
En negrita se indicarán los equipos que ascenderán a Segunda División B.
| Grupo I                         | Grupo II             | Grupo III                        | Grupo IV              | Grupo V                   |
| ------------------------------- | -------------------- | -------------------------------- | --------------------- | ------------------------- |
| 1.º Pontevedra C.F.             | 1.º Condal Club      | 1.º S.D. Laredo                  | 1.º Club Portugalete  | 1.º F.C. Ascó             |
| 2.º R.C. Deport. de La Coruña B | 2.º Caudal Deportivo | 2.º R.S. Gimnást. de Torrelavega | 2.º S.D. Gernika Club | 2.º C.F. Pobla de Mafumet |
| 3.º C.C.D. Cerceda              | 3.º R. Oviedo B      | 3.º R. Racing C. Santander B     | 3.º Arenas Club       | 3.º C.E. Europa           |
| 4.º C.D. Choco                  | 4.º C.D. Tuilla      | 4.º C.D. Cayón                   | 4.º S.C.D. Durango    | 4.º U.E. Figueres         |

| Grupo VI                  | Grupo VII                 | Grupo VIII                    | Grupo IX                  | Grupo X                      |
| ------------------------- | ------------------------- | ----------------------------- | ------------------------- | ---------------------------- |
| 1.º C. D. Castellón       | 1.º C.F. Rayo Majadahonda | 1.º Arandina C.F.             | 1.º Linares Deportivo     | 1.º Algeciras C.F.           |
| 2.º Atlético Levante U.D. | 2.º C.D.A. Navalcarnero   | 2.º C.D. Numancia de Soria B  | 2.º C. Atlético Malagueño | 2.º San Fernando C.D.        |
| 3.º Novelda C.F.          | 3.º F. Alcobendas Sport   | 3.º C.D. Palencia Bpié.       | 3.º U.D. San Pedro        | 3.º C.D. Gerena              |
| 5.º Ontinyent C.F.        | 4.º A.D. Unión Adarve     | 4.º Gimnástica Segoviana C.F. | 4.º Martos C.D.           | 4.º Atlético Sanluqueño C.F. |

| Grupo XI                  | Grupo XII                | Grupo XIII                         | Grupo XIV            | Grupo XV            |
| ------------------------- | ------------------------ | ---------------------------------- | -------------------- | ------------------- |
| 1.º S.D. Formentera       | 1.º C.D. Mensajero       | 1.º F.C. Jumilla                   | 1.º Mérida A.D.      | 1.º Peña Sport F.C. |
| 2.º C.D. Llosetense       | 2.º U.D. Lanzarote       | 2.º R. Murcia Imperial C.F.        | 2.º Extremadura U.D. | 2.º A.D. San Juan   |
| 3.º S.C.R. Peña Deportiva | 3.º C.D. Marino          | 3.º C.F. El Castillo Huércal-Overa | 3.º Jerez C.F.       | 3.º C.D. Izarra     |
| 4.º C.E. Mercadal         | 4.º R. Sporting San José | 4.º Águilas F. C.                  | 4.º C.D. Badajoz     | 4.º C.A. Osasuna B  |

| Grupo XVI             | Grupo XVII         | Grupo XVIII                   |
| --------------------- | ------------------ | ----------------------------- |
| 1.º C.D. Varea        | 1.º C.D. Ebro      | 1.º C.F. Talavera de la Reina |
| 2.º C.D. Calahorra    | 2.º C.D. Teruel    | 2.º U.D. Almansa              |
| 3.º S.D. Logroñés     | 3.º C.D. Sariñena  | 3.º C.D. Quintanar del Rey    |
| 4.º C. Haro Deportivo | 4.º S. D. Tarazona | 4.º Manzanares C.F.           |

|  | Clasificado para la ruta de campeones de grupo de la promoción de ascenso ( si obtuvo el ascenso)    |
|  | Clasificado para la ruta de no campeones de grupo de la promoción de ascenso ( si obtuvo el ascenso) |

### Equipos ascendidos
Los siguientes equipos han ascendido a Segunda División B:
| Grupo I - Pontevedra C.F. Grupo II - No ascendió ningún equipo de este grupo Grupo III - No ascendió ningún equipo de este grupo Grupo IV - Club Portugalete - S.D. Gernika Club - Arenas Club Grupo V - C.F. Pobla de Mafumet Grupo VI - Atlético Levante U.D. | Grupo VII - C.F. Rayo Majadahonda Grupo VIII - Arandina C.F. Grupo IX - Linares Deportivo Grupo X - Algeciras C.F. Grupo XI - C.D. Llosetense Grupo XII - C.D. Mensajero | Grupo XIII - F.C. Jumilla Grupo XIV - Mérida A.D. Grupo XV - Peña Sport F.C. - C.D. Izarra Grupo XVI - No ascendió ningún equipo de este grupo Grupo XVII - C.D. Ebro Grupo XVIII - C.F. Talavera de la Reina |

| Predecesor: Tercera División de España 2013-14 | Tercera División de España 2014-15 | Sucesor: Tercera División de España 2015-16 |

- Datos: Q17515514